# São José do Hortêncio
São José do Hortêncio là một đô thị thuộc bang Rio Grande do Sul, Brasil. Đô thị này có diện tích 63,693 km², dân số năm 2019 là 4804 người, mật độ 75.4 người/km².